# Atiamim
Atiamim (franska: Atiamim (CR), Atiamim (Commune Rurale), arabiska: سيدي تيجي) är en kommun i Marocko.   Den ligger i provinsen Youssoufia och regionen Marrakech-Safi, 270 km sydväst om huvudstaden Rabat. Antalet invånare är 6 427.